# Lampetis christophi
Lampetis christophi es una especie de escarabajo del género Lampetis, familia Buprestidae. Fue descrita científicamente por Théry en 1923.